# Norma Nivia
Norma Nivia, all'anagrafe Norma Nivia Giraldo (Líbano, 23 settembre 1979), è una modella e attrice colombiana.
Conosciuta in patria per il ruolo da protagonista nella telenovela Zona rosa del 2007, poi nel 2012 per il cortometraggio Impoluto, mentre, nel 2017 è una delle antagoniste nella serie televisiva Cuando vivas conmigo. In teatro è nel cast dello spettacolo ¿De qué hablan las mujeres en el baño?.

## Biografia
Norma Nivia nasce il 23 settembre 1979. Fin dagli anni del collegio si appassiona al teatro, facendo parte di un gruppo con cui realizza uno spettacolo.
Si trasferisce a Bogotà per studiare batteriologia nel Colegio Mayor de San Bartolomé, carriera che lascia dopo pochi mesi per dedicarsi alla recitazione. Nell'intanto, per mantenersi gli studi, lavora come cameriera. Ha preso lezioni anche di teatro.
Inizia la sua carriera artistica come modella quando nel 1995 le viene offerto di fare un catalogo di make-up. In questa occasione, viene scoperta dalla direttrice dell'agenzia Stock Model che la chiama per diventare parte del gruppo a partire dal 1997, quando sfila a Medellín. Come modella ha lavorato in Spagna, Miami e Messico. Fino al 2001 sfila per alcune marche di vestiario, tra cui Versace, Guess, Louis Vuitton e Oscar de la Renta; mentre nell'agosto del 2001 è al Morumbi Fashion di San Paolo.
Dopo aver recitato in Betty la fea nel 1999 come una delle modelle del personaggio di Hugo Lombardi, partecipa a due puntate della serie Hístorias de hombres solo para mujeres nel 2003. Nel 2007 ha la parte principale di Victoria in Zona rosa.
Nel 2013 interpreta Caterina Vladimoff nella serie televisiva Chica vampiro. Dal 2014  è la protagonista dell'opera teatrale ¿De qué hablan las mujeres en el baño?.
Durante il 2017 prende parte a tre episodi dello sceneggiato televisivo 20/91 nel ruolo di Ianna ed è l'antagonista principale della telenovela Cuando vivas conmigo come Magdalena Herrera.

## Agenzie
- Guess
- Louis Vuitton
- Stock Model
- Oscar de la Renta

## Filmografia

### Cinema
- El escritor de telenovelas, regia di Felipe Dotheé (2011)
- Impoluto, regia di Gabriela Rivas Paez (2012)
- Shakespeare, los espías de Dios, regia di Dario Armando García (2014)
- Escobar - Il fascino del male (Loving Pablo), regia di Fernando León de Aranoa (2017)
- ¡Pa' las que sea papá!, regia di Harold Trompetero (2018)
- Ni de coña, regia di Fernando Ayllón (2020)

### Televisione
- Betty la fea (Yo soy Betty, la fea) - serie TV (1999)
- Historias de hombres sólo para mujeres - serie TV (2003)
- El pasado no perdona - serie TV (2005)
- La ex - serie TV (2006)
- Nuevo rico, nuevo pobre - serie TV (2007)
- Zona rosa - serie TV (2007)
- Cómplices - serie TV (2008)
- Victorinos - serie TV (2009)
- Kdabra - serie TV (2009)
- La bella Ceci y el imprudente - serie TV (2009-2010)
- Secretos de familia - serie TV (2011)
- Correo de Inocentes - serie TV (2011)
- La traicionera - serie TV (2011-2012)
- Chica vampiro - serie TV (2013)
- Mentiras perfectas - serie TV (2013)
- La suegra - serie TV (2014)
- La viuda negra - serie TV (2014)
- La Madame - serie TV (2016)
- Cuando vivas conmigo - serie TV (2017)
- La ley del corazón - serie TV (2017)
- 2091 - serie TV (2017)
- Strega per sempre (Siempre bruja) - serie TV (2019)
- Un bandido honrado - serie TV (2019)

## Programmi televisivi
- La isla de los famosos (RCN Televisión, 2004)
- Me caigo de la risa (RCN Televisión, 2016)
- Soldados 1.0 (RCN Televisión, 2017)

## Teatro
- ¿De qué hablan las mujeres en el baño?, regia di Juan Carlo Mazo (2014-2018)

## Doppiatrici italiane
Nelle versioni in italiano dei suoi film, Norma Nivia è stata doppiata da:
- Domitilla D'Amico in Chica vampiro